# Symphonie no 35 de Joseph Haydn
Pour les articles homonymes, voir Symphonie no 35.

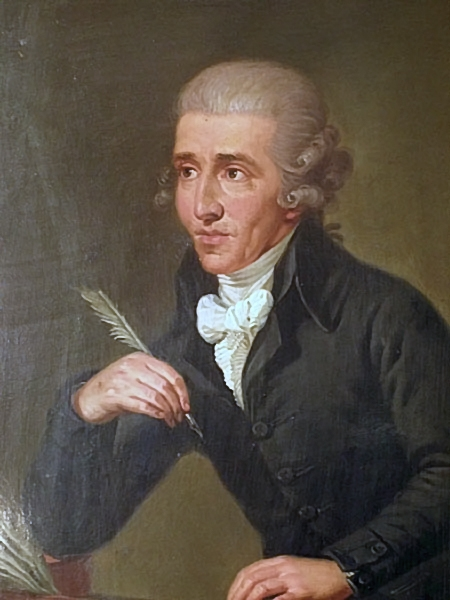
Portrait de Haydn par Ludwig Guttenbrunn (v. 1770).

La Symphonie no 35 en si bémol majeur Hob. I:35 est une symphonie du compositeur autrichien Joseph Haydn, composée en 1767.

## Analyse de l'œuvre
La symphonie comporte quatre mouvements :
1. Allegro
2. Andante
3. Menuet
4. Presto

Durée approximative : 25 minutes.

## Instrumentation
- une flûte, deux hautbois, deux bassons, cors, cordes et basse continue.

Les parties de cor sont considérées parmi les plus difficiles écrites dans les symphonies de Haydn, avec celles de la symphonie N°5 et plus encore la symphonie n°51.